# 1940 en Inde
Chronologie de l'Inde
- 1936
- 1937
- 1938
- 1939
- 1940
- 1941
- 1942
- 1943
- 1944

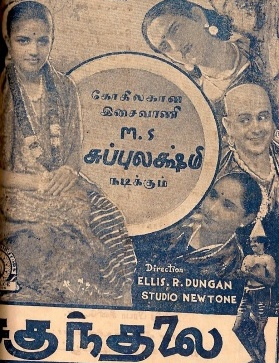
Affiche du film Sakuntalai, sorti en 1940.

Cette page concerne les évènements survenus en 1940 en Inde  :

## Évènement
- Fin de l'agitation anti-hindoue (en) dans la Présidence de Madras (1937 à 1940).
- Retour de Gandhi sur la scène politique avec l'organisation de satyagrahs individuels (choisis parmi 1500 membres) pour parler et protester contre l'entrée dans l'armée, contre le travail dans les usines de munitions, et pour retirer le soutien à la Seconde Guerre mondiale. Le premier satyagrahi à être arrêté est Vinoba Bhave.
- 24 mars : Session de la Ligue musulmane (AIML) à Lahore, où la résolution sur le Pakistan est proposée par le Premier ministre du Bengale, Abul Kasem Fazlul Huq, et dûment adoptée. La ligue demande alors ouvertement, pour la première fois, une patrie séparée pour les musulmans indiens.
- 10 avril : Loi sur les médicaments et les cosmétiques (en).
- 13 juin : Honneurs de l'anniversaire (en) du roi du Royaume-Uni.
- 8 août : Offre d'août (en) : au début de la bataille d'Angleterre, le vice-roi des Indes, Lord Linlithgow, présente ce que l'on appelle l'offre d'août, une nouvelle proposition promettant l'élargissement du Conseil exécutif à un plus grand nombre d'Indiens, l'établissement d'un conseil de guerre consultatif, donnant du poids à l'opinion des minorités, et la reconnaissance du droit des Indiens à élaborer leur propre constitution (après la fin de la guerre). En retour, il est espéré que tous les partis et toutes les communautés en Inde coopéreront à l'effort de guerre de la Grande-Bretagne. L'offre est rejetée par les nationalistes.

## Naissance
- Ameeta (en), actrice.
- S. Theodore Baskaran, historien du cinéma.
- Eunice de Souza (en), poétesse.
- Sa. Kandasamy (en), romancier.
- Amjad Khan, acteur.
- Balraj Khanna (en), écrivain et peintre.
- Padma Khanna (en), actrice.
- Narendra Kohli (en), écrivain.
- Bharati Mukherjee, écrivain.
- Murali Mohan (en), acteur.
- Rajendra Kumar Pachauri, ingénieur.
- Shyama Charan Pati (en), danseur.
- Vijay Raghunath Pandharipande (en), médecin.
- Sharad Pawar (en), personnalité politique.
- Yaddanapudi Sulochana Rani (en), romancière.
- Padma Sachdev (en), poétesse et romancière.
- Dilip Sardesai, joueur de cricket.
- Ajmer Singh (en), athlète.
- Subbalakshmi (en), musicienne et actrice.

## Décès
- Rajanikanta Bordoloi (en), journaliste et écrivain.
- Krisnaradjah IV, maharadjah du royaume de Mysore.
- Himanshu Rai, pionnier du cinéma indien.
- Gidugu Venkata Ramamurthy (en), écrivain.
- Yakub Hasan Sait (en), homme d'affaires et personnalité politique.